# Supercoupe d'Afrique féminine de handball
La Supercoupe d'Afrique féminine de handball est une compétition internationale de clubs du continent africain. Elle se déroule en une journée, sur un seul match, entre le vainqueur de la Ligue des champions et le vainqueur de la Coupe des vainqueurs de coupe. La compétition est communément appelée Supercoupe Babacar Fall du nom d'un ancien président de la Confédération africaine de handball (CAHB).
Comme les autres compétitions africaines féminines, les clubs angolais dominent : le Petró Luanda a remporté en 2025 son 20e titre en 30 éditions et le Primeiro de Agosto s'est imposé sept fois.

## Palmarès
Le palmarès détaillé est :
| Édition | Date             | Lieu           | Vainqueur                                  | Finaliste                                  | Score                                      | Réf.                                       |
| ------- | ---------------- | -------------- | ------------------------------------------ | ------------------------------------------ | ------------------------------------------ | ------------------------------------------ |
| 1re     | 8 juin 1994      | Dakar          | Petró Luanda                               | Africa Sports                              | 20-17                                      |                                            |
| 2e      | 9 juillet 1995   | Brazzaville    | Africa Sports                              | Étoile du Congo                            | ?                                          |                                            |
| 3e      | 7 juin 1996      | Alger          | Petró Luanda                               | Africa Sports                              | 25-24ap                                    | [ 3 ]                                      |
| 4e      | 18 décembre 1997 | Niamey         | Africa Sports                              | MC Alger                                   | 22-21                                      | ,                                          |
| 5e      | 9 décembre 1998  | Niamey         | Petró Luanda                               | Africa Sports                              | 35-30                                      | [ 6 ]                                      |
| 6e      | 27 décembre 1999 | Cotonou        | Petró Luanda                               | Africa Sports                              | 27-21                                      | [ 8 ]                                      |
| 7e      | 2000             | Cotonou        | Petró Luanda                               | MC Alger                                   | ?                                          | [ 4 ]                                      |
| 8e      | 2001             | Benin City     | Petró Luanda                               | Africa Sports                              | 28-24                                      | [ 4 ]                                      |
| 9e      | 2002             | Libreville     | Petró Luanda                               | Africa Sports                              | forfait                                    | [ 4 ]                                      |
| 10e     | 2003             | Cotonou        | Petró Luanda                               | Rombo Sports                               | 30-27                                      | [ 4 ]                                      |
| -       | 2004             | Non disputée   | Non disputée                               | Non disputée                               | Non disputée                               | Non disputée                               |
| 11e     | 2005             | Luanda Abidjan | Petró Luanda                               | Rombo Sports                               | 28-24 28-26                                | [ 9 ]                                      |
| 12e     | 2006             | Abidjan Luanda | Petró Luanda                               | Rombo Sports                               | 25-26 28-22                                | [ 10 ]                                     |
| 13e     | 2007             | Luanda Abidjan | Petró Luanda                               | Rombo Sports                               | 38-28 26-22                                | [ 11 ]                                     |
| 14e     | 2008             | Cotonou        | Petró Luanda                               | Interclub de Brazzaville                   | ?                                          |                                            |
| 15e     | 2009             | Cotonou        | Petró Luanda                               | Tonnerre KC Yaoundé                        | 33-26                                      | [ 12 ]                                     |
| 16e     | 2010             | Ouagadougou    | Petró Luanda                               | GS pétroliers Alger                        | 27-18                                      | [ 13 ]                                     |
| 17e     | 2011             | Yaoundé        | Petró Luanda                               | FAP Yaoundé                                | 33-25                                      | [ 14 ]                                     |
| 18e     | 2012             | Tunis          | Petró Luanda                               | FAP Yaoundé                                | 25-14                                      | [ 15 ]                                     |
| 19e     | 2013             | Hammamet       | Petró Luanda                               | Espoir sportif de Rejiche                  | 30-16                                      | [ 15 ]                                     |
| 20e     | 2014             | Oyo            | Petró Luanda                               | Interclub de Brazzaville                   | 33-26                                      | ?                                          |
| 21e     | 2015             | Libreville     | Primeiro de Agosto                         | Petró Luanda                               | 32-28                                      | ?                                          |
| 22e     | 2016             | Laâyoune       | Primeiro de Agosto                         | Africa Sports                              | 33-14                                      | ?                                          |
| 23e     | 2017             | Agadir         | Primeiro de Agosto                         | CARA Brazzaville                           | 26-17                                      | ?                                          |
| 24e     | 2018             | Le Caire       | Primeiro de Agosto                         | FAP Yaoundé                                | 26-23                                      |                                            |
| 25e     | 2019             | Oujda          | Primeiro de Agosto                         | Petró Luanda                               | 19-13                                      |                                            |
| 26e     | 2020             | Luanda         | Annulée à cause de la pandémie de Covid-19 | Annulée à cause de la pandémie de Covid-19 | Annulée à cause de la pandémie de Covid-19 | Annulée à cause de la pandémie de Covid-19 |
| 27e     | 2021             | Luanda         | Primeiro de Agosto                         | Petró Luanda                               | 25-24                                      |                                            |
| 28e     | 2023             | Le Caire       | Petró Luanda                               | Primeiro de Agosto                         | 29-26                                      | [ 16 ]                                     |
| 29e     | 2024             | Oran           | Primeiro de Agosto                         | Petró Luanda                               | 31-28                                      | [ 17 ]                                     |
| 30e     | 12-13 mai 2025   | Le Caire       | Petró Luanda                               | Al Ahly                                    | 25-14                                      |                                            |

## Bilans

### Par pays
| Rang | Pays                | Finales | Finales | Finales |
| Rang | Pays                | Gagnées | Perdues | Total   |
| ---- | ------------------- | ------- | ------- | ------- |
| 1    | Angola              | 27      | 6       | 33      |
| 2    | Côte d'Ivoire       | 1       | 8       | 9       |
| 3    | République du Congo | 1       | 3       | 4       |
| 4    | Cameroun            | 0       | 4       | 4       |
| 5    | Algérie             | 0       | 3       | 3       |
| 6    | Égypte              | 0       | 1       | 1       |
| 6    | Tunisie             | 0       | 1       | 1       |

### Par club
| Rang | Club                      | Pays                | Finales | Finales | Finales |
| Rang | Club                      | Pays                | Gagnées | Perdues | Total   |
| ---- | ------------------------- | ------------------- | ------- | ------- | ------- |
| 1    | Petro Atlético Luanda     | Angola              | 20      | 5       | 22      |
| 2    | CD Primeiro de Agosto     | Angola              | 7       | 1       | 8       |
| 3    | Africa Sports National    | Côte d'Ivoire       | 1       | 4       | 5       |
| 4    | Étoile du Congo           | République du Congo | 1       | 0       | 1       |
| 5    | Rombo Sports              | Côte d'Ivoire       | 0       | 4       | 4       |
| 6    | FAP Yaoundé               | Cameroun            | 0       | 3       | 3       |
| 6    | MC Alger                  | Algérie             | 0       | 3       | 3       |
| 8    | Inter Club de Brazzaville | République du Congo | 0       | 2       | 2       |
| 9    | CARA Brazzaville          | République du Congo | 0       | 1       | 1       |
| 9    | TKC Yaoundé               | Cameroun            | 0       | 1       | 1       |
| 9    | ES Rejiche                | Tunisie             | 0       | 1       | 1       |
| 9    | Al Ahly                   | Égypte              | 0       | 1       | 1       |

## Résultats détaillés

### Édition 2015
La 21e édition a eu lieu à Libreville au Gabon
| Jeudi 12 mai 2015 16h00 UTC+1 | Primeiro de Agosto | 32–28 | Petro Atlético | Libreville, Gabon |
| Jeudi 12 mai 2015 16h00 UTC+1 | (17–17)            |       |                | Libreville, Gabon |

### Édition 2016
La 22e édition a eu lieu à Laâyoune au Maroc, :
| Jeudi 4 mai 2016 16h00 UTC+1 | Primeiro de Agosto | 33–14 | Africa Sports | Laâyoune, Sahara occidental |
| Jeudi 4 mai 2016 16h00 UTC+1 | (15–07)            |       |               | Laâyoune, Sahara occidental |

### Édition 2017
La 23e édition a eu lieu à Agadir au Maroc
| Mercredi 12 avril 2017 16h00 UTC+1 | Primeiro de Agosto | 26–17 | CARA Brazzaville | Agadir, Maroc |
| Mercredi 12 avril 2017 16h00 UTC+1 | (14–09)            |       |                  | Agadir, Maroc |

### Édition 2018
La 24e édition a eu lieu au Caire en Égypte
| Jeudi 12 avril 2018 16h00 UTC+1 | Primeiro de Agosto | 26–23 | FAP Yaoundé | Le Caire, Égypte |
| Jeudi 12 avril 2018 16h00 UTC+1 | (14–14)            |       |             | Le Caire, Égypte |

### Édition 2019
La 25e édition a eu lieu à Oujda au Maroc
| Jeudi 4 avril 2019 17h00 UTC+1 | Primeiro de Agosto | 19–13 | Petró Luanda     | Moulay Hassan, Oujda Arbitrage : Belkhiri, Hamidi |
| Jeudi 4 avril 2019 17h00 UTC+1 | Paulo, Mwasesa 6   | (8–4) | trois joueuses 3 | Moulay Hassan, Oujda Arbitrage : Belkhiri, Hamidi |
| Jeudi 4 avril 2019 17h00 UTC+1 | ×1 ×7              |       | ×2 ×6            | Moulay Hassan, Oujda Arbitrage : Belkhiri, Hamidi |

### Édition 2025
La trentième édition a eu lieu les 12 et 13 mai 2025 au Caire en Égypte avec quatre clubs.
Les Angolaises du Petró Atlético de Luanda s'offre son vingtième titre en s'imposant en finale du club égyptien d'Al Ahly (25-14), grâce notamment aux 13 arrêts décisifs de la gardienne Teresa Almeida. Le club tunisien d'ASF Sahel termine troisième après sa victoire (30-21) sur l'AS Otohô (Congo Brazzaville) en match de classement.